# Krenologia

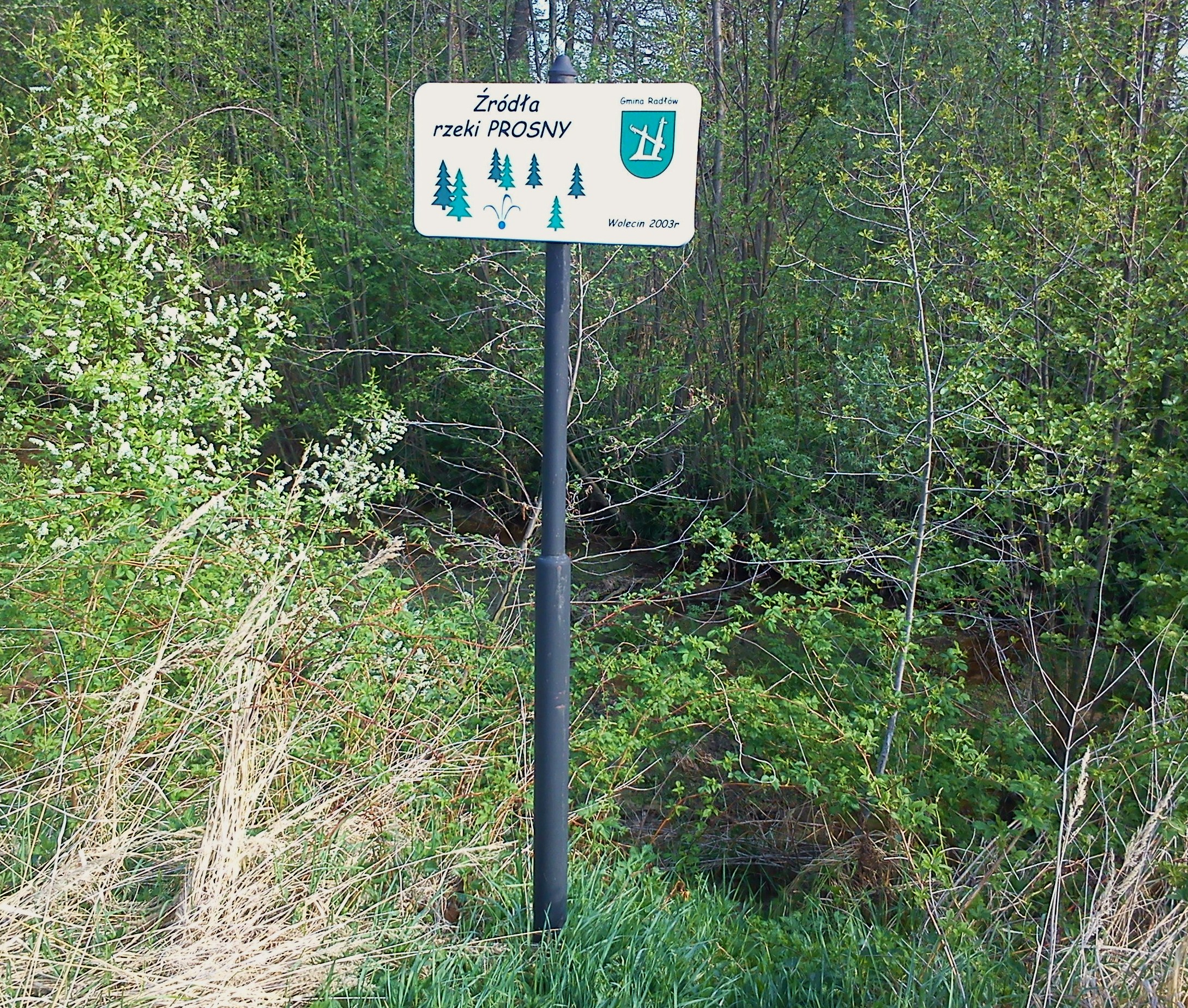
Źródło (tutaj: Prosny) – przedmiot zainteresowania krenologii

Krenologia, hydrologia źródeł – dział hydrologii badający źródła. Omawia geologiczne i geomorfologiczne warunki ich powstania, opisuje ich zasilanie i wydajność, a także skład chemiczny i stosunki termiczne.